# Anonychomyrma
Anonychomyrma é um gênero de insetos, pertencente à família Formicidae.

## Espécies
- Anonychomyrma anguliceps
- Anonychomyrma angusta
- Anonychomyrma arcadia
- Anonychomyrma biconvexa
- Anonychomyrma constricta
- Anonychomyrma dimorpha
- Anonychomyrma fornicata
- Anonychomyrma froggatti
- Anonychomyrma gigantea
- Anonychomyrma gilberti
- Anonychomyrma glabrata
- Anonychomyrma incisa
- Anonychomyrma itinerans
- Anonychomyrma longicapitata
- Anonychomyrma longiceps
- Anonychomyrma malandana
- Anonychomyrma minuta
- Anonychomyrma murina
- Anonychomyrma myrmex
- Anonychomyrma nitidiceps
- Anonychomyrma polita
- Anonychomyrma procidua
- Anonychomyrma purpurescens
- Anonychomyrma samlandica
- Anonychomyrma scrutator
- Anonychomyrma sellata
- Anonychomyrma tigris